# San José Guelatová de Díaz
San José Guelatová de Día es una comunidad del municipio de Zimatlán de Álvarez en el estado de Oaxaca. San José Guelatová de Día está a 1465 metros de altitud. 

## Geografía
Está ubicada a 16° 28' 19.92"  latitud norte y 96° 28' 13.8"  longitud oeste.

## Población
Según el censo de población de INEGI del 2010: la comunidad cuenta con una población total de 508 habitantes, de los cuales 274 son mujeres y 234 son hombres. Del total de la población 0 personas hablan alguna lengua indígena.

## Ocupación
El total de la población económicamente activa es de 185 habitantes, de los cuales 169 son hombres y 16 son mujeres.